# Chemins de fer syriens
Pour les articles homonymes, voir CFS.

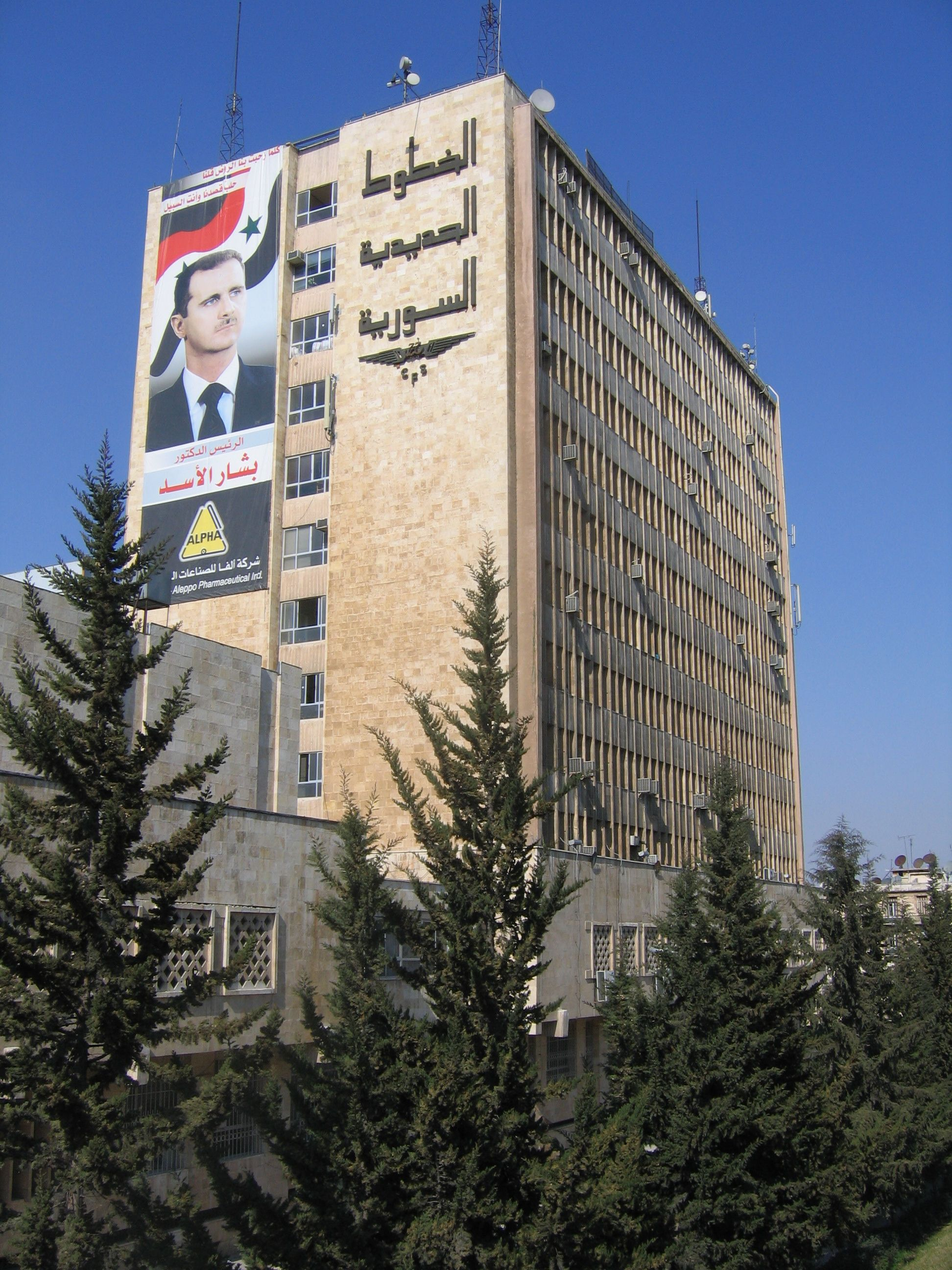
Siège de CFS

Les Chemins de fer syriens (CFS, arabe : المؤسسة العامة للخطوط الحديدية) est la compagnie de transport ferroviaire de la Syrie. Le CFS a son siège à Alep.